# Ask van der Hagen
Ask van der Hagen (* 1996 in Oslo) ist ein norwegischer Schauspieler, der vor allem durch seine Hauptrolle des Jo Indstad in Arild Andresens 2010 veröffentlichten Spielfilm The Liverpool Goalie oder: Wie man die Schulzeit überlebt! bekannt ist.

## Leben und Karriere
Der im Jahre 1996 als Sohn des Journalisten Alf van der Hagen in der norwegischen Hauptstadt Oslo geborene Ask van der Hagen, verbrachte seine ersten Lebensjahre auf der Insel Tjøme und zog als Erstklässler mit seiner Familie nach Oslo. Seine Familie betreute auf Tjøme eine Pension, sowie das Gamle Ormelet, ein Kunst- und Kulturzentrum. Sein Filmdebüt hatte er im Jahre 2010 veröffentlichten Spielfilm The Liverpool Goalie oder: Wie man die Schulzeit überlebt!, den er als damals 13-Jähriger drehte. Zwei Jahre davor war er bereits in einer Statistenrolle in Max Manus von Joachim Rønning und Espen Sandberg im Einsatz. Für seine Hauptrolle als Jo Idstad in The Liverpool Goalie wurde er im Jahre 2011 bei der Preisverleihung beim BUSTER – Copenhagen International Film Festival for Children and Youth in Dänemark für einen Best Buster Award in der Kategorie „Nordisk Film Foundation’s Best Child Actor“ nominiert und konnte sich in dieser Kategorie gegen die Konkurrenz durchsetzen. Der Film selbst spielte ebenfalls zahlreiche Preise ein, unter anderem einen Gläsernen Bären bei der Berlinale 2011. Im Dezember gleichen Jahres spielte er auch in der TVNorge-Fernsehserie Den unge Fleksnes mit. Nachdem es wieder weitgehend ruhig um den Kinderdarsteller wurde, war Ask van der Hagen, der mit  Lars van der Hagen auch einen Zwillingsbruder hat, im Jahre 2014 im norwegischen Piratenfilm Käpt’n Säbelzahn und der Schatz von Lama Rama unter der Regie von John Andreas Andersen und Lisa Marie Gamlem in der Rolle des Deckhand zu sehen.

## Filmografie
- 2008: Max Manus (Statistenrolle)
- 2010: The Liverpool Goalie oder: Wie man die Schulzeit überlebt! (Keeper’n til Liverpool)
- 2010: Den unge Fleksnes (Fernsehserie)
- 2014: Käpt’n Säbelzahn und der Schatz von Lama Rama (Kaptein Sabeltann og skatten i Lama Rama)

## Auszeichnung
- 2011: Best Buster Award in der Kategorie „Nordisk Film Foundation’s Best Child Actor“ für sein Engagement in The Liverpool Goalie oder: Wie man die Schulzeit überlebt! beim BUSTER – Copenhagen International Film Festival for Children and Youth